# Silnice I/8
Silnice I/8 je česká silnice I. třídy v Praze a v Ústeckém kraji. Je tvořena dvěma úseky, které propojuje dálnice D8. Pražský úsek začíná na mimoúrovňové křižovatce u Březiněvsi a končí na hranici Prahy, kde se mění v dálnici D8. Severní část, dlouhá 38 km, se za Lovosicemi na dálničním exitu 52 odděluje od dálnice D8 a směřuje k severozápadu na Teplice a na Cínovec ke státní hranici, zatímco dálnice D8 pokračuje více k severu na Ústí nad Labem a hraniční přechod Krásný Les. Po zprovoznění dálnice D8 byla mezinárodní silnice E55 převedena na dálnici. V úseku od I/63 po křižovatku s I/13 vede po ní mezinárodní silnice E442.
Číslo 8 (+ větve 8A, 8B) má též navazující místní komunikace dočasně plnící funkci silnice na území Prahy, propojení k dálnici D1, zvané Severojižní magistrála (5. května, Nuselský most, Legerova/Sokolská+Mezibranská, Wilsonova, Hlávkův most, Bubenské nábřeží, Za viaduktem, Argentinská, most Barikádníků, V Holešovičkách, Liberecká, Cínovecká).

## Vedení silnice

### Historie
Před výstavbou dálnice D8 silnice I/8 vedla z Prahy souvisle v trase dnešní silnice II/608 (z Prahy vycházela po dnešní Ústecké ulici přes Kobylisy a Dolní Chabry). Největšími sídly, kterými procházela, byly Veltrusy, Terezín a Lovosice.

### Pražský úsek
- MÚK s ul. Ďáblickou
- ulice Cínovecká
- hranice Prahy (navazuje D8)

### Severní úsek
- nájezd Lovosice (D8, E55)
- Velemín
- Bořislav
- Žalany
- Kozlíky
- nájezd Nové Dvory (Bystřany) (I/63, E55)
- Bystřany
- Teplice, křížení s I/13, křížení s II/254
- Dubí, křížení s I/27, křížení s II/253
- Cínovec (Dubí)